# Anthrenoides santiagoi
Anthrenoides santiagoi är en biart som beskrevs av Urban 2005. Anthrenoides santiagoi ingår i släktet Anthrenoides och familjen grävbin. Inga underarter finns listade i Catalogue of Life.